# اقتصاد جيبوتي
يعتمد اقتصاد جيبوتي على موقعها الاستراتيجي على البحر الأحمر. تتمتع البلاد بمناخ قاس، وقوة عاملة غير ماهرة إلى حد كبير، وموارد طبيعية محدودة.  ومن عام 1991 إلى عام 1994، شهدت جيبوتي حربًا أهلية كان لها آثار مدمرة على الاقتصاد.وفي السنوات الأخير، شهدت جيبوتي تحسنًا كبيرًا في استقرار الاقتصاد الكلي، حيث تحسن ناتجها المحلي الإجمالي السنوي بمعدل يزيد عن 3 في المائة منذ عام 2003.
على الرغم من النمو المتواضع والمستقر في الآونة الأخيرة ، تواجه جيبوتي العديد من التحديات الاقتصادية، لا سيما خلق فرص العمل والحد من الفقر. بمتوسط معدل نمو سكاني سنوي يبلغ 2.5٪،  معدل البطالة مرتفع للغاية حيث يزيد عن 43 في المائة وهو مساهم رئيسي في انتشار الفقر.
2017م- تقديرية 120 مليار فرنك جيبوتي ما يعادل حوالي 676 مليون دولار أمريكي.

## الأداء الاقتصادي
شهدت جيبوتي نموًا اقتصاديًا في السنوات الأخيرة نتيجة الإنجازات التي تحققت في تعديل الاقتصاد الكلي. تضمنت إجراءات تعديل أوضاع المالية العامة تقليص حجم الخدمة المدنية وتعزيز مؤسسات الإنفاق العام. وفي الفترة من 2003 إلى 2005، بلغ متوسط نمو الناتج المحلي  الإجمالي 3.1 في المائة. وتوسع الناتج المحلي الإجمالي لجيبوتي بمعدل يزيد عن 6 في المائة سنويًا، من 341 مليون دولار أمريكي في عام 1985 إلى 1.5 مليار دولار أمريكي في عام 2015.

## الوضع الإقليمي
تقع جيبوتي على مضيق باب المندب، وتتمتع بقيمة إستراتيجية كبيرة في التجارة الدولية. تعتبر مرافق ميناء جيبوتي مهمة لشركات النقل البحري لتزويد الوقود. وتستخدم العديد من البلدان الأفريقية غير الساحلية مرافق النقل الخاصة بها لتصدير سلعها. وتحصل جيبوتي على ضرائب العبور والرسو في الميناء، والتي تشكل الجزء الأكبر من الإيرادات الحكومية. وأدت تهديدات القراصنة إلى اقامت دوب كيرى مثل الولايات المتحدة وفرنسا واليابان قواعد عسكرية يمكنهم من خلالها الدفاع عن بضائعهم من القرصنة.

## الزراعة
الزراعة هي النشاط الاقتصادي الثالث في جيبوتي والتي تشكل 3 في المائة فقط من قيمة الاقتصاد. وتعتمد جيبوتي على الواردات في معظم الأغذية. وتحد الظروف المناخية والتربة السيئة من الإنتاج الزراعي، ويلبي إنتاج الغذاء المحلي حوالي 15٪ من الطلب. يعمل 10٪ من القوى العاملة الجيبوتية في الزراعة.

### الثروة الحيوانية
يربى في جيبوتي عدد كبير من المواشي حيث يبلغ عددها: 1.186.000 رأس، متمثلة في 45.000 رأس من الأبقار، و500.000 رأس من الأغنام، و600.000 رأس من الماعز، و35.000 رأس من الإبل، و6.000 رأس من الحمير. كما تصدر جيبوتي عددا لا بأس به من المواشي لدول الخليج العربية.

### الثروة السمكية
لدى جيبوتي مياه إقليمية تبلغ 4877 كيلومتر. وتمتد منطقتها الاقتصادية الخالصة على ما يقرب من 7000 كيلومتر مربع  ونظرًا لأن قطاع صيد الأسماك في جيبوتي ليس متطورًا، فإن مساهمته المباشرة في الاقتصاد الوطني لا تذكر. وفي حين أن الإنتاج السمكي الوطني الحالي لجيبوتي يبلغ حوالي 2000 طن من الأسماك والمأكولات البحرية سنويًا، فإن الموارد المحتملة القابلة للاستغلال في حدود 38000 طن متري. وترجع الفجوة الكبيرة القائمة بين الكميات المحتملة وكميات الإنتاج ناتجة بشكل أساسي عن عدم كفاية قوارب ومعدات الصيد، وعدم كفاية مرافق التخزين والتجهيز، وسوء شبكة التوزيع.

## الثروة المعدنية
يوجد في جيبوتي كثير من المعادن، من أهمها الملح الموجود في بحيرة عسيلة والذهب والجبس والنحاس والحديد، وهناك احتمال بوجود ثروة بترولية جنوب شرق جيبوتي، إلا أن استغلال هذه المعادن يعد بسيطا جدا نظرا لقلة الاستثمارات الأجنبية في هذا المجال.

## السياحة
السياحة هي واحدة من القطاعات الاقتصادية الأكثر نموا في البلاد ويزور البلاد 53000 و73000 سائح سنويا، والوجهات الرئيسية هي الشواطئ  الجزر في خليج تاجورا و باب المندب. والأنشطة السياحية الرئيسية هي الغوص، وصيد الأسماك، والرحلات، مراقبة الطيور.

## التجارة الخارجية
تشمل صادرات جيبوتي البن والحيوانات وجلودها والأسماك والملح، ومعظم هذه الصادرات تكون لدول الجوار من أثيوبيا والصومال واليمن والمملكة العربية السعودية، وقد بلغت صادرات جيبوتي 43 مليون دولار سنة 1997م.
أما الواردات فتشمل: الطعام والبترول والأجهزة الكهربائية والسيارات، وأهم الدول الموردة هي فرنسا وأثيوبيا والمملكة العربية السعودية والمملكة المتحدة وتايلند، وقد بلغت قيمة الواردات سنة 1997م 203 ملايين دولار

## اتجاه الاقتصاد الكلي
هذا مخطط لاتجاه الناتج المحلي الإجمالي لجيبوتي بأسعار السوق المقدرة من قبل صندوق النقد الدولي بأرقام بملايين الفرنكات الجيبوتية.
| السنة | إجمالي الناتج المحلي | سعر الدولار الأمريكي | مؤشر التضخم (2000=100) |
| ----- | -------------------- | -------------------- | ---------------------- |
| 1980  | 54,969               | 177.89 فرنك جيبوتي   | 44                     |
| 1985  | 64,988               | 177.56 فرنك جيبوتي   | 49                     |
| 1990  | 80,388               | 177.84 فرنك جيبوتي   | 70                     |
| 1995  | 88,456               | 177.62 فرنك جيبوتي   | 90                     |
| 2000  | 97,965               | 177.79 فرنك جيبوتي   | 100                    |
| 2005  | 124,770              | 177.73 فرنك جيبوتي   | 111                    |

يبين الجدول التالي أهم المؤشرات الاقتصادية 1980-2017.
| السنة                                                            | 1992  | 1995  | 2000  | 2005  | 2006  | 2007  | 2008  | 2009  | 2010  | 2011  | 2012  | 2013  | 2014  | 2015  | 2016  | 2017  |
| ---------------------------------------------------------------- | ----- | ----- | ----- | ----- | ----- | ----- | ----- | ----- | ----- | ----- | ----- | ----- | ----- | ----- | ----- | ----- |
| الناتج المحلي الإجمالي بمليارات الدولارات (تعادل القوة الشرائية) | 1.20  | 1.14  | 1.22  | 1.58  | 1.70  | 1.84  | 1.98  | 2.03  | 2.14  | 2.34  | 2.50  | 2.67  | 2.88  | 3.10  | 3.34  | 3.63  |
| نصيب الفرد (تعادل القوة الشرائية)                                | 2,349 | 2,049 | 1,915 | 2,153 | 2,263 | 2,373 | 2,490 | 2,480 | 2,544 | 2,710 | 2,814 | 2,921 | 3,066 | 3,211 | 3,369 | 3,559 |
| النمو                                                            | 0.6%  | −3.5% | 0.7%  | 3.1%  | 4.8%  | 5.0%  | 5.8%  | 1.6%  | 4.1%  | 7.3%  | 4.8%  | 5.0%  | 6.0%  | 6.5%  | 6.5%  | 6.7%  |
| التضخم (نسبة مئوية)                                              | 3.4%  | 4.9%  | 2.0%  | 3.1%  | 3.5%  | 5.0%  | 12.0% | 1.7%  | 4.0%  | 5.1%  | 3.7%  | 2.4%  | 2.9%  | 2.1%  | 2.7%  | 0.7%  |
| الدين (نسبة مئوية من الناتج المحلي الإجمالي)                     | –     | –     | 58%   | 60%   | 59%   | 57%   | 59%   | 60%   | 52%   | 45%   | 43%   | 43%   | 39%   | 34%   | 32%   | 31%   |